# Musikjahr 1890
Liste der Musikjahre

◄◄ | ◄ | 1886 | 1887 | 1888 | 1889 | Musikjahr 1890 | 1891 | 1892 | 1893 | 1894 | ► | ►►

Weitere Ereignisse
Dieser Artikel behandelt das Musikjahr 1890.

## Instrumentalmusik (Auswahl)
- Johann Strauss (Sohn): Rathausball-Tänze (Walzer) op. 438; Durchs Telephon (Polka) op. 439
- Antonín Dvořák.  8. Sinfonie op. 88 (Uraufführung 2. Februar 1890); Gavotte für drei Violinen;  Requiem fertiggestellt 1890, Uraufführung 1891
- August Klughardt: Streichquartett Nr. 2 D-Dur op. 61 (entstanden um 1890)
- César Cui: Orchestersuite Nr. 3 g-Moll op. 43; Streichquartett Nr. 1 c-Moll op. 45
- Charles Gounod: Streichquartett Nr. 3 a-Moll
- John Philip Sousa: The High School Cadets (Marsch)
- Ethel Smyth: Serenade in D
- Claude Debussy: Suite bergamasque 1890 fertiggestellt, 1905 veröffentlicht; Ballade (Klaviermusik); Fantaisie pour piano et orchestre
- Carl Michael Ziehrer: Natursänger-Walzer, op. 415; Lachen, kosen, tanzen! Mazurka op. 416; Wiener Bürger, Walzer op. 419; Der Traum eines österreichischen Reservisten, (Großes militärisches Tongemälde); Freiherr von Schönfeld-Marsch, op. 422; Phonographen, Walzer op. 423; Wurf-Bouquet, Mazurka op. 426

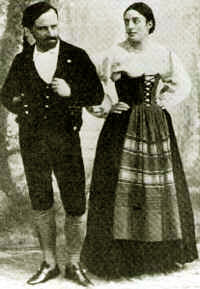
Gemma Bellincioni und ihr Ehemann Roberto Stagno als Santuzza und Turiddu bei der Uraufführung der Oper Cavalleria rusticana von Pietro Mascagni.

## Vokalmusik (Auswahl)
- Anton Bruckner: Träumen und Wachen, WAB 87

## Musiktheater
- 04. Januar: Die Uraufführung der Operette Der arme Jonathan von Karl Millöcker erfolgt am Theater an der Wien in Wien. Das Libretto stammt von Hugo Wittmann und Julius Bauer.
- 15. Januar: Das Ballett Dornröschen in der Choreographie von Marius Petipa mit der Musik von Pjotr Iljitsch Tschaikowski hat seine Uraufführung am Mariinski-Theater in Sankt Petersburg.
- 13. Mai: Das lyrische Drama Dante von Benjamin Godard wird an der Opéra-Comique in Paris uraufgeführt.
- 17. Mai: Die Oper Cavalleria rusticana (Sizilianische Bauernehre) von Pietro Mascagni mit dem Libretto von Giovanni Verga hat ihre Uraufführung am Teatro Costanzi in Rom. Die Oper wird zum größten Erfolg des Komponisten.
- 04. November: Die Oper Fürst Igor von Alexander Porfirjewitsch Borodin wird drei Jahre nach dem Tod des Komponisten an der Hofoper in Sankt Petersburg uraufgeführt.
- 19. Dezember: Die Oper Pique Dame von Pjotr Iljitsch Tschaikowski auf ein Libretto seines jüngeren Bruders Modest Tschaikowski, das auf der gleichnamigen Erzählung des russischen Dichters Alexander Puschkin basiert, wird am Mariinski-Theater in Sankt Petersburg uraufgeführt.

Weitere Uraufführungen
- Carl Michael Ziehrer: Der bleiche Zauberer (Operette)
- Adolf Müller junior: Des Teufels Weib (Singspiel)
- César Franck: Ghiselle (Oper)

## Geboren

### Januar bis März
- 01. Januar: Charley Jordan, US-amerikanischer Blues-Sänger, Gitarrist und Songschreiber († 1954)
- 03. Januar: Adam Orth, deutscher Komponist und Musikpädagoge († 1978)
- 07. Januar: Antal Molnár, ungarischer Komponist und Musikwissenschaftler († 1983)
- 11. Januar: Wladimir Sergejewitsch Rosing, russisch-amerikanischer Operntenor und Bühnendirektor († 1963)
- 11. Januar: Bud Scott, amerikanischer Jazzmusiker († 1949)
- 14. Januar: Maria Kurenko, russische Sängerin († 1980)
- 25. Januar: Karl Adler, deutscher Musikwissenschaftler († 1973)
- 25. Januar: Hugo Holle, deutscher Komponist, Chorleiter, Hochschullehrer und Musikwissenschaftler († 1942)
- 26. Januar: Charles Blanc-Gatti, Schweizer Künstler († 1966)
- 28. Januar: José Martínez, argentinischer Musiker und Bandleader († 1939)
- 29. Januar: Marguerite Canal, französische Komponistin († 1978)
- 05. Februar: Stanisława Zawadzka, polnische Opernsängerin und Gesangspädagogin († 1988)
- 25. Februar: Myra Hess, britische Pianistin († 1965)
- 27. Februar: Freddie Keppard, US-amerikanischer Kornettist († 1933)
- 28. Februar: Lydia Boucher, kanadische Komponistin und Musikpädagogin († 1971)
- 06. März: Adolfo Salazar, spanischer Komponist, Musikkritiker und -wissenschaftler († 1958)

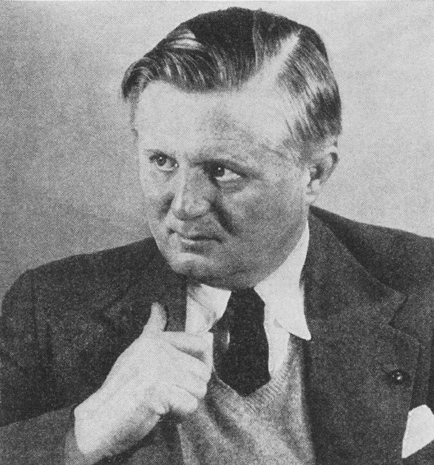
Fritz Busch; * 13. März

- 13. März: Fritz Busch, deutscher Dirigent († 1951)
- 14. März: Anna Ono, russisch-japanische Violinistin und Hochschullehrerin († 1979)
- 15. März: Joseph Neuhäuser, deutscher Komponist († 1949)
- 15. März: Wilhelm Petersen, deutscher Komponist († 1957)
- 19. März: Stefanida Dmitrijewna Rudnewa, russische bzw. sowjetische Choreografin († 1989)
- 20. März: Lauritz Melchior, dänischer Heldentenor († 1973)

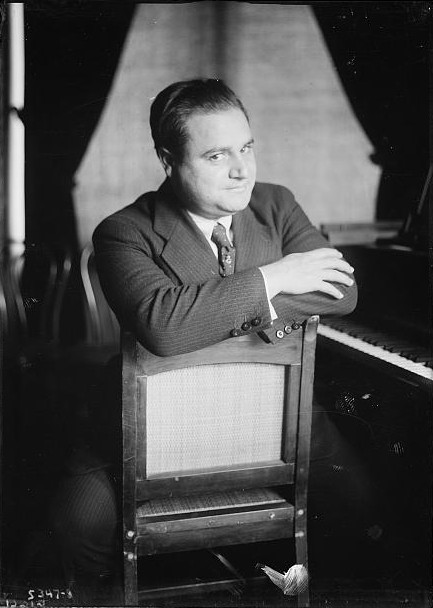
Beniamino Gigli; * 20. März

- 20. März: Beniamino Gigli, italienischer Opernsänger und Filmschauspieler († 1957)
- 20. März: Elna Jørgen-Jensen, dänische Balletttänzerin und Choreographin († 1969)
- 23. März: Andrej Stojanow, bulgarischer Komponist, Pianist und Musikpädagoge († 1969)
- 26. März: Joseph De Luca, italienisch-amerikanischer Musiker († 1935)
- 28. März: Paul Whiteman, US-amerikanischer Orchesterchef und Bandleader († 1967)

### April bis Juni
- 05. April: Jean Bobescu, rumänischer Violinist, Dirigent und Musikpädagoge († 1981)
- 05. April: Otto Krauß, deutscher Regisseur und Theaterintendant († 1966)
- 08. April: Zbigniew Drzewiecki, polnischer Pianist und Musikpädagoge († 1971)
- 14. April: Lydia Barblan-Opieńska, Schweizer Sängerin, Komponistin, Chorleiterin und Musikpädagogin († 1983)
- 16. April: Guillermo Kolischer, polnisch-uruguayischer Pianist und Musikpädagoge († 1970)
- 17. April: Johnny Alexander St. Cyr, US-amerikanischer Banjo-Spieler und Gitarrist († 1966)
- 24. April: Arturo De Bassi, argentinischer Pianist, Komponist und Bandleader († 1950)
- 29. April: Hermann Wilhelm Ludwig, deutscher Komponist, Kantor und Organist († 1948)
- 01. Mai: Ada Brown, US-amerikanische Bluessängerin († 1950)
- 04. Mai: Bayless Rose, US-amerikanischer Sänger und Gitarrist († 1986)
- 19. Mai: Ariyakkudi Ramanuja Iyengar, indischer Sänger der karnatischen Musik († 1967)
- 20. Mai: Giuseppe Agostini, kanadischer Dirigent und Komponist († 1971)
- 21. Mai: Albert van Raalte, niederländischer Dirigent († 1952)
- 02. Juni: Fritz Münch, elsässischer Chordirigent und Theologe († 1970)
- 08. Juni: Hans Fiehler, deutscher Kunstmaler, Liederdichter und Pazifist († 1969)
- 10. Juni: Charles Marchand, kanadischer Folksänger († 1930)
- 12. Juni: Anton Hardörfer, deutscher Chorleiter und Musikpädagoge († 1971)
- 20. Juni: Rolf Cunz, deutscher Musikwissenschaftler und Publizist († unbekannt)
- 27. Juni: Tino Pattiera, dalmatinischer Opernsänger († 1966)

### Juli bis September
- 01. Juli: Alice Rey Colaço, portugiesische Malerin, Illustratorin, Sängerin, Bühnen- und Kostümbildnerin († 1978)0
- 03. Juli: Ruben Moses Eschwege, deutschamerikanischer Kantor († 1977)
- 04. Juli: Adam Sołtys, polnischer Komponist, Dirigent und Musikpädagoge († 1968)
- 10. Juli: Rodolphe Mathieu, kanadischer Pianist, Komponist und Musikpädagoge († 1962)
- 12. Juli: René Barbier, belgischer Komponist und Professor († 1981)
- 17. Juli: Friedrich Reidinger, österreichischer Musiker, Musikerzieher, Komponist und Hochschullehrer († 1972)
- 17. Juli: Yvonne Rokseth, französische Musikwissenschaftlerin, Hochschullehrerin und Bibliothekarin, Organistin und Komponistin († 1948)
- 18. Juli: Tilly Feiner, österreichische Sängerin, Film- und Bühnenschauspielerin († 1942)
- 20. Juli: Gonzalo Roig, kubanischer Komponist († 1970)
- 30. Juli: Anton Baumann, österreichischer Opernsänger der Stimmlage Bassbariton († 1941)
- 02. August: Pauline Hall, norwegische Komponistin, Arrangeurin und Musikkritikerin († 1969)
- 03. August: Hans Klais, deutscher Orgelbauer († 1965)
- 05. August: Erich Kleiber, österreichischer Dirigent († 1956)

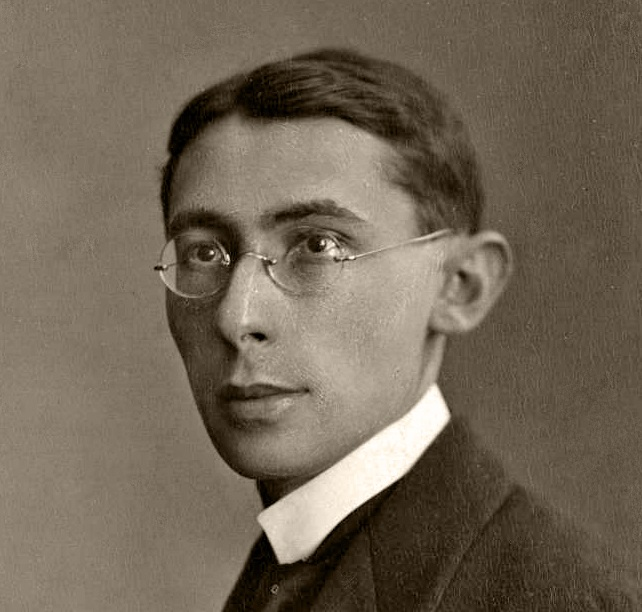
Hans Gal; * 5. August

- 05. August: Hans Gál, österreichischer Komponist († 1987)
- 15. August: Jacques Ibert, französischer Komponist († 1962)
- 16. August: Philip Joseph Azzolina, US-amerikanischer Hornist, Militärkapellmeister und Komponist italienischer Herkunft († 1970)
- 23. August: May Harrison, britische Violinistin († 1959)
- 24. August: Franz Joseph Philipp, deutscher Kirchenmusiker und Komponist († 1972)
- 28. August: Ivor Gurney, englischer Komponist († 1937)
- 28. August: Dagny Schjelderup, norwegische Schauspielerin und Opernsängerin († 1959)
- 30. August: Leo Cherniavsky, kanadischer Geiger ukrainischer Herkunft († 1974)
- 31. August: Ingeborg Gude, norwegische Künstlerin, Puppenmacherin, Sängerin und Autorin († 1963)

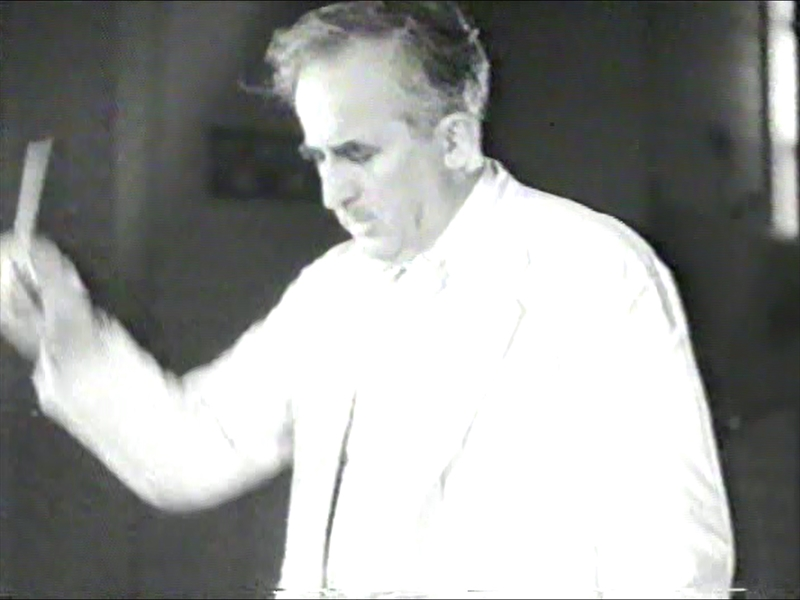
Manfred Gurlitt; * 6. September

- 06. September: Manfred Gurlitt, deutscher Autor und Komponist († 1972)
- 09. September: Francis Bousquet, französischer Komponist († 1942)
- 11. September: Marius Ulfrstad, norwegischer Komponist († 1968)
- 15. September: Thomas C. Chattoe, kanadischer Organist, Chorleiter und Musikpädagoge († 1982)
- 15. September: Frank Martin, Schweizer Komponist († 1974)
- 18. September: Vladimír Ambros, tschechischer Komponist († 1956)

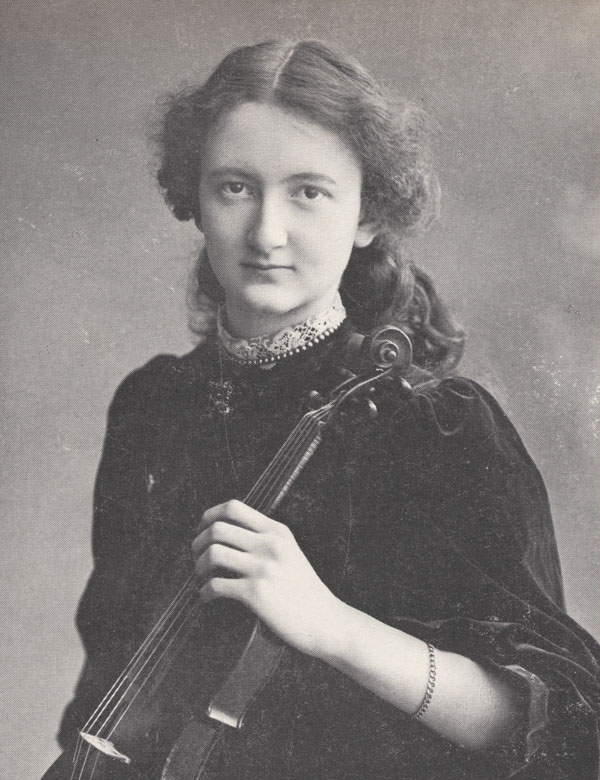
Kathleen Parlow; * 20. September

- 20. September: Kathleen Parlow, kanadische Geigerin und Musikpädagogin († 1963)

### Oktober bis Dezember
- 09. Oktober: Jānis Mediņš, lettischer Komponist († 1966)
- 12. Oktober: Carl Bürkle, deutscher Orgelbaumeister († 1960)
- 13. Oktober: Eduardo Caba, bolivianischer Komponist und Musikpädagoge († 1953)
- 24. Oktober: Kathleen Lockhart Manning, US-amerikanische Komponistin († 1951)
- 29. Oktober: Abram Iljitsch Jampolski, russischer Geiger und Musikpädagoge († 1956)
- 30. Oktober: Jakow Eschpai, russischer Komponist und Pädagoge († 1963)
- 06. November: Bentley Collingwood Hilliam, englischer Sänger, Songwriter, Komponist und Schauspieler († 1968)
- 10. November: Oskar Rebling, deutscher Musikhistoriker und Hochschullehrer († 1980)
- 13. November: Stanislav Novák, tschechischer Geiger († 1945)
- 20. November: Artur Bednarczyk, deutscher Opernsänger († 1944)
- 21. November: Rudolf Josef Kratina, deutsch-amerikanischer Violoncellist und Musikpädagoge († 1967)
- 22. November: Kosta Manojlović. serbischer Komponist und Musikethnologe († 1949)
- 26. November: Aleksander Wielhorski, polnischer Pianist und Komponist († 1952)
- 05. Dezember: Ida Russka, österreichische Sängerin, Schauspielerin und Regisseurin († 1983)
- 07. Dezember: Rudolf Bella, ungarischer Komponist († 1973)

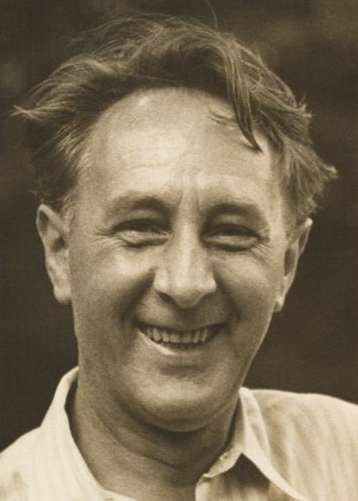
Bohuslav Martinů; * 8. Dezember

- 08. Dezember: Bohuslav Martinů, tschechischer Komponist der Moderne († 1959)
- 09. Dezember: Guillaume Gagnier, kanadischer Hornist und Kontrabassist († 1962)
- 11. Dezember: Carlos Gardel, argentinischer Tango-Sänger († 1935)
- 13. Dezember: Alexandru Cristea, moldauischer Komponist und Chorleiter († 1942)
- 13. Dezember: Stanley Gardner, kanadischer Pianist und Musikpädagoge († 1945)
- 21. Dezember: Mikalaj Aladau, belarussischer Komponist († 1972)
- 24. Dezember: Martin Rosebery d’Arguto, polnischer Musikpädagoge, Komponist und Dirigent († 1942)
- 27. Dezember: Maurice Schoemaker, belgischer Komponist († 1964)
- 29. Dezember: Yves Nat, französischer Pianist und Komponist († 1956)
- 30. Dezember: Ernst Schicketanz, deutscher Kapellmeister und Komponist († 1966)
- 31. Dezember: Walter Gmeindl, österreichischer Komponist, Chordirigent und Musikpädagoge († 1958)

### Genaues Geburtsdatum unbekannt
- Broadus Farmer, kanadischer Geiger und Musikpädagoge († 1959)
- Paquita Escribano, spanische Sängerin († um 1970) (geboren um 1890)
- Papa Charlie Jackson, US-amerikanischer Blues-Musiker († 1938)
- Leopoldo Thompson, argentinischer Kontrabassist, Gitarrist und Tangokomponist († 1925)

### Geboren um 1890
- Virginia Liston, US-amerikanische Blues- und Jazzsängerin, auch Songwriter († 1932)

## Gestorben

### Todesdatum gesichert
- 03. Januar: Charles-Marie Panneton, kanadischer Pianist, Musikpädagoge und Komponist (* 1845)
- 06. Januar: Józef Nikorowicz, polnischer Komponist (* 1827)
- 06. Januar: Thomas A’Becket Sr., US-amerikanischer Schauspieler, Musiklehrer und Komponist aus Philadelphia (* 1808)
- 07. Januar: Hans Matthison-Hansen, dänischer Komponist und Organist (* 1807)

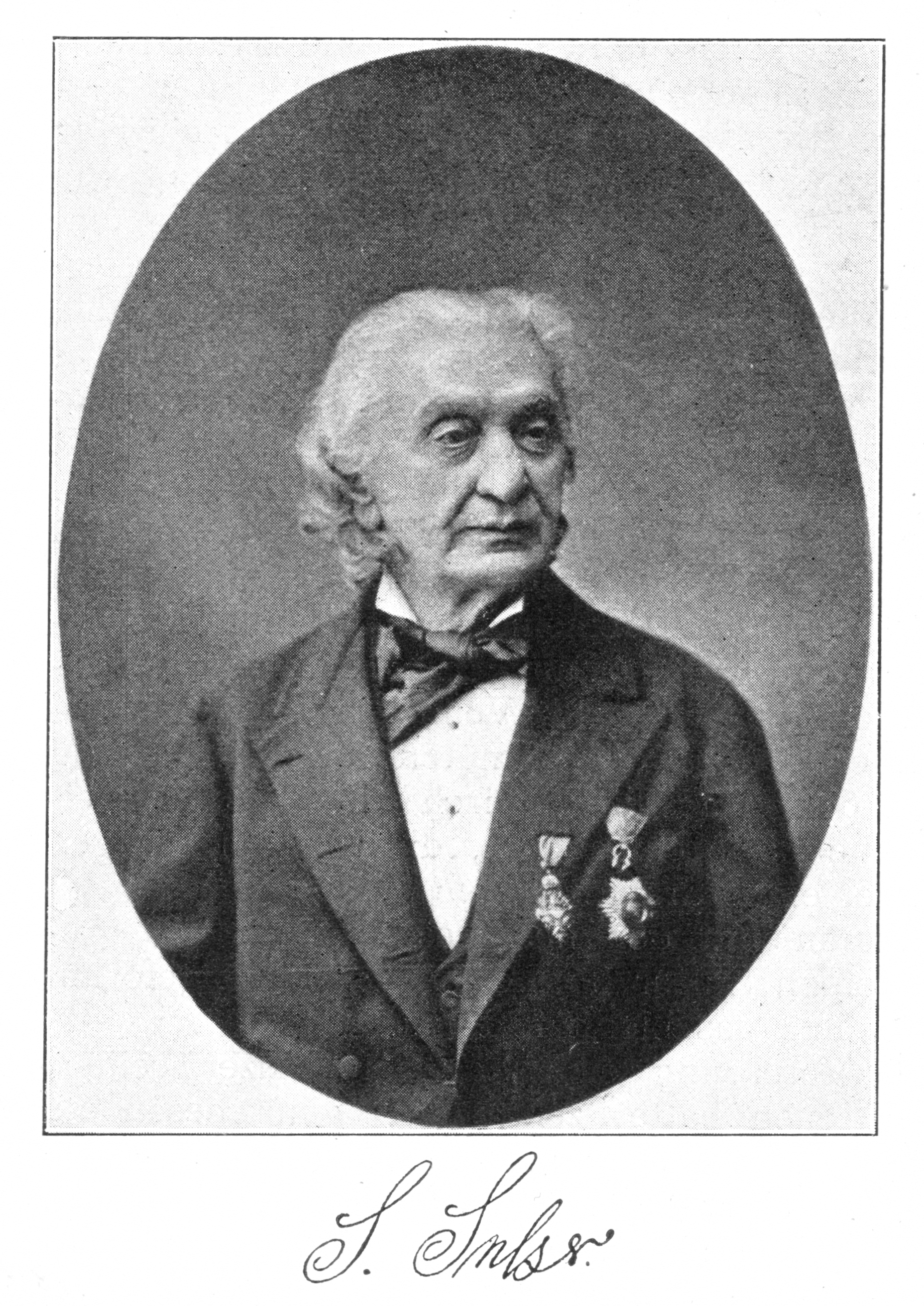
Salomon Sulzer; † 17. Januar

- 17. Januar: Salomon Sulzer, österreichischer Kantor und Kirchenmusiker (* 1804)
- 20. Januar: Franz Lachner, deutscher Komponist (* 1803)
- 20. Januar: Moritz Erdmann Puffholdt, deutscher Komponist, Geiger, Dirigent und Kapellmeister (* 1827)
- 26. Januar: August Victor Mustel, französischer Harmoniumspieler und Harmoniumbauer (* 1815)
- 30. Januar: Karl Merz, US-amerikanischer Komponist (* 1836)
- 14. Februar: Isabella Dobrowolski von Buchenthal, rumänische Pianistin (* 1835)
- 04. April: Giovanni Corsi, italienischer Opernsänger (* 1822)
- 28. April: John William Fenton, irischer Musiker schottischer Herkunft (* 1828)
- 28. Mai: Victor Ernst Nessler, deutscher Komponist (* 1841)
- 11. Juni: Pierre Adam, französischer Bratschist und Komponist (* 1820)
- 26. Juni: Albino Abbiati, italienischer Kornettist, Posaunist und Kapellmeister (* 1814)

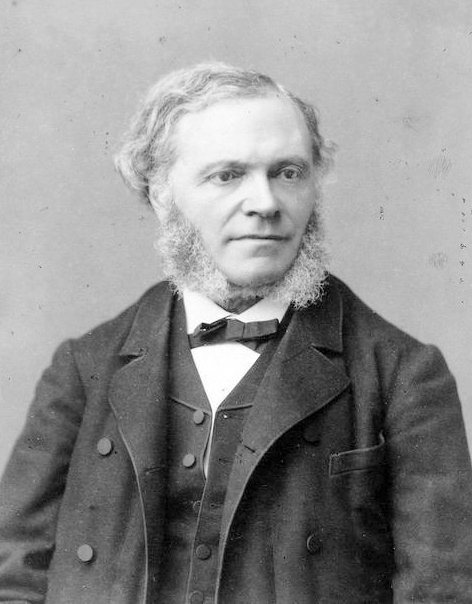
César Franck; † 8. November

- 30. Juni: Samuel Parkman Tuckerman, US-amerikanischer Komponist (* 1819)
- 30. August: Nicolás Ruiz Espadero, kubanischer Pianist und Komponist (* 1832)
- 07. Oktober: John Hill Hewitt, US-amerikanischer Komponist, Lyriker und Zeitungsverleger (* 1801)
- 30. Oktober: Susette Hauptmann, deutsche Malerin, Zeichnerin und Sängerin (* 1811)
- 08. November: César Franck, französischer Komponist (* 1822)
- 08. November: Louise de Mercy-Argenteau, belgische Pianistin, Komponistin und Musikkritikerin (* 1837)
- 09. November: Johann Theodor Friedrich Avé-Lallemant, deutscher Musiklehrer, Musikkritiker und Musikschriftsteller (* 1806)
- 15. Dezember: Benno Müller-Brunow, deutscher Gesangspädagoge und Stimmbildner (* 1853)
- 17. Dezember: Auguste Dupont, belgischer Pianist und Komponist (* 1827)
- 21. Dezember: Niels Wilhelm Gade, dänischer Komponist und Dirigent (* 1817)

### Genaues Todesdatum unbekannt
- Bartomeu Blanch I Castells, katalanischer Organist, Violinist, Kapellmeister und Komponist (* 1816)